# 巴勃罗·因苏亚
巴勃罗·因苏亚（1993年9月9日—），是一名西班牙足球运动员，現效力於西乙俱樂部希洪。

## 个人经历
巴勃罗·因苏亚，全名巴勃罗·因苏亚·布兰科（Pablo Insua Blanco）。他1993年9月9日生于西班牙加利西亚自治区拉科鲁尼亚省的小城阿尔苏阿。身为土生土长的拉科鲁尼亚人，巴勃罗·因苏亚在2008年时进入了拉科鲁尼亚的青训体系，成为职业球员。
巴勃罗·因苏亚代表一线队于2012年完成首秀，是役联赛对手为毕尔巴鄂竞技。在本赛季剩余的比赛中，因苏亚又2次出战。同期，因苏亚获得西班牙国字号球队征召，先后代表西班牙U19和西班牙U20登场。2013-2014赛季，因苏亚成长为球队主力，联赛39次出场，并打进3球。
2015年8月15日，因苏亚被租借到利根尼斯一年。他在第一年中的35場比賽中打进1球，幫助了利根尼斯成功升級。
2016年7月15日，因苏亚的租借期延長了一個賽季。他於2017年1月21日在西甲联赛中打進了他的第一個進球，在對陣阿拉维斯的比賽中以平局2-2戰平。
2017年7月1日，巴勃罗·因苏亚正式加盟沙尔克04足球俱乐部，並簽下4年約。因苏亚的處子秀在三月十七對陣沃尔夫斯堡。
2018年7月20日，巴勃罗·因苏亚租借至韦斯卡一年。2019年8月21日，租借又被延长了一年。2020年8月1日，巴勃罗·因苏亚同意與韦斯卡签订一份为期三年的长期合同。

## 荣誉
西班牙U19
- 欧洲U19锦标赛: 2012年欧洲U19锦标赛（英语：2012 UEFA European Under-19 Championship）